# Buk velkolistý

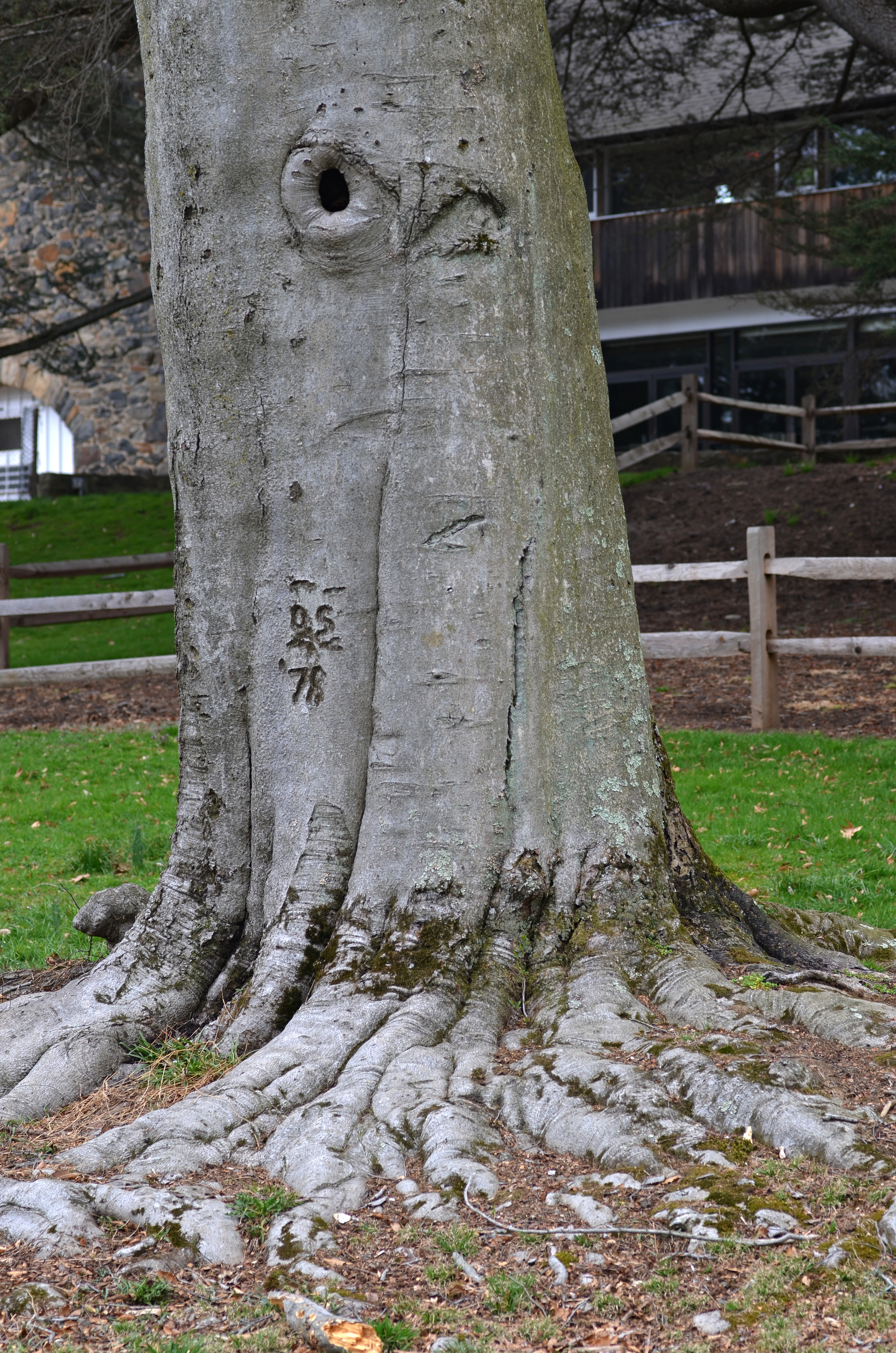
Kořenové výběžky

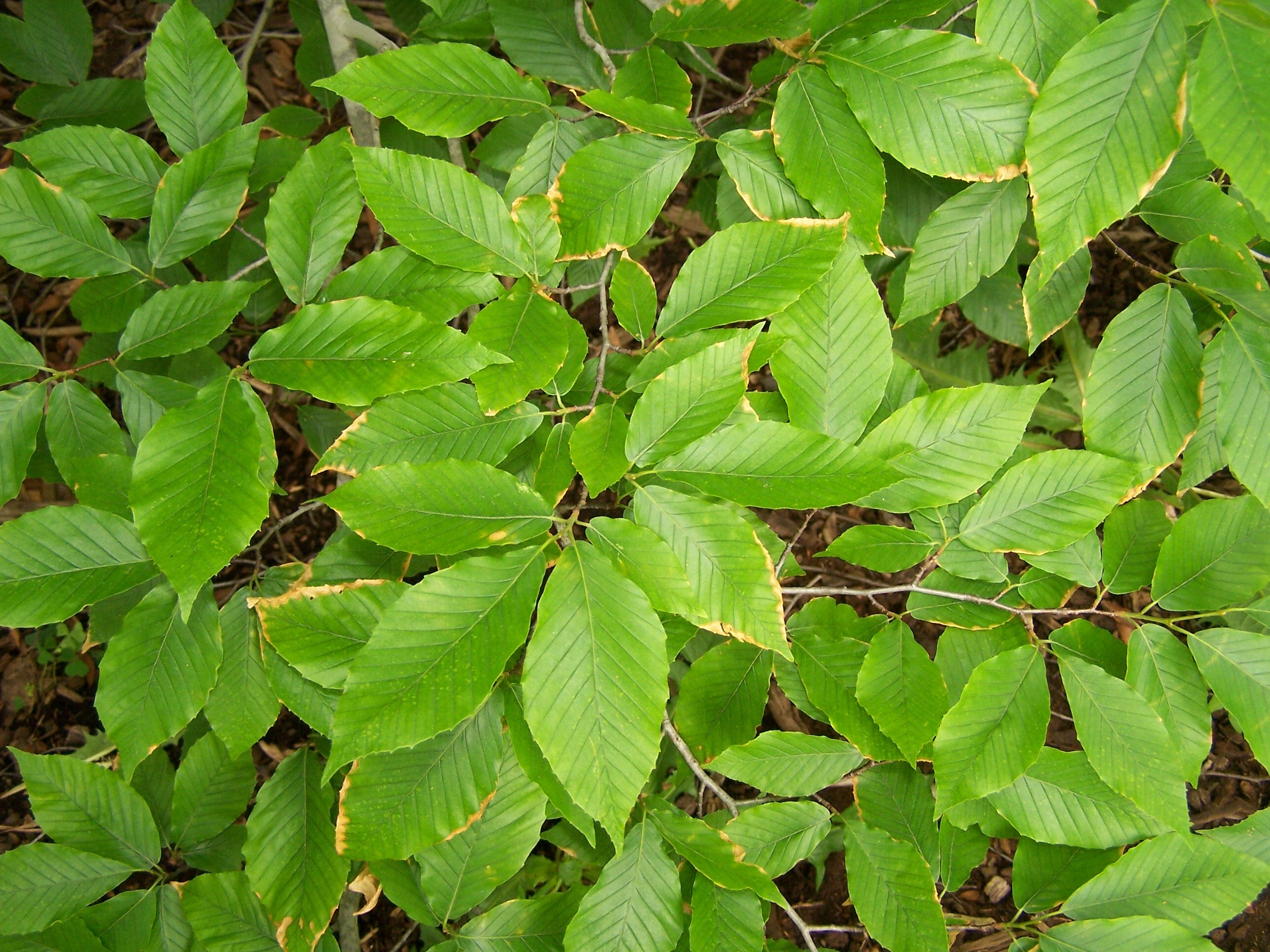
Listy

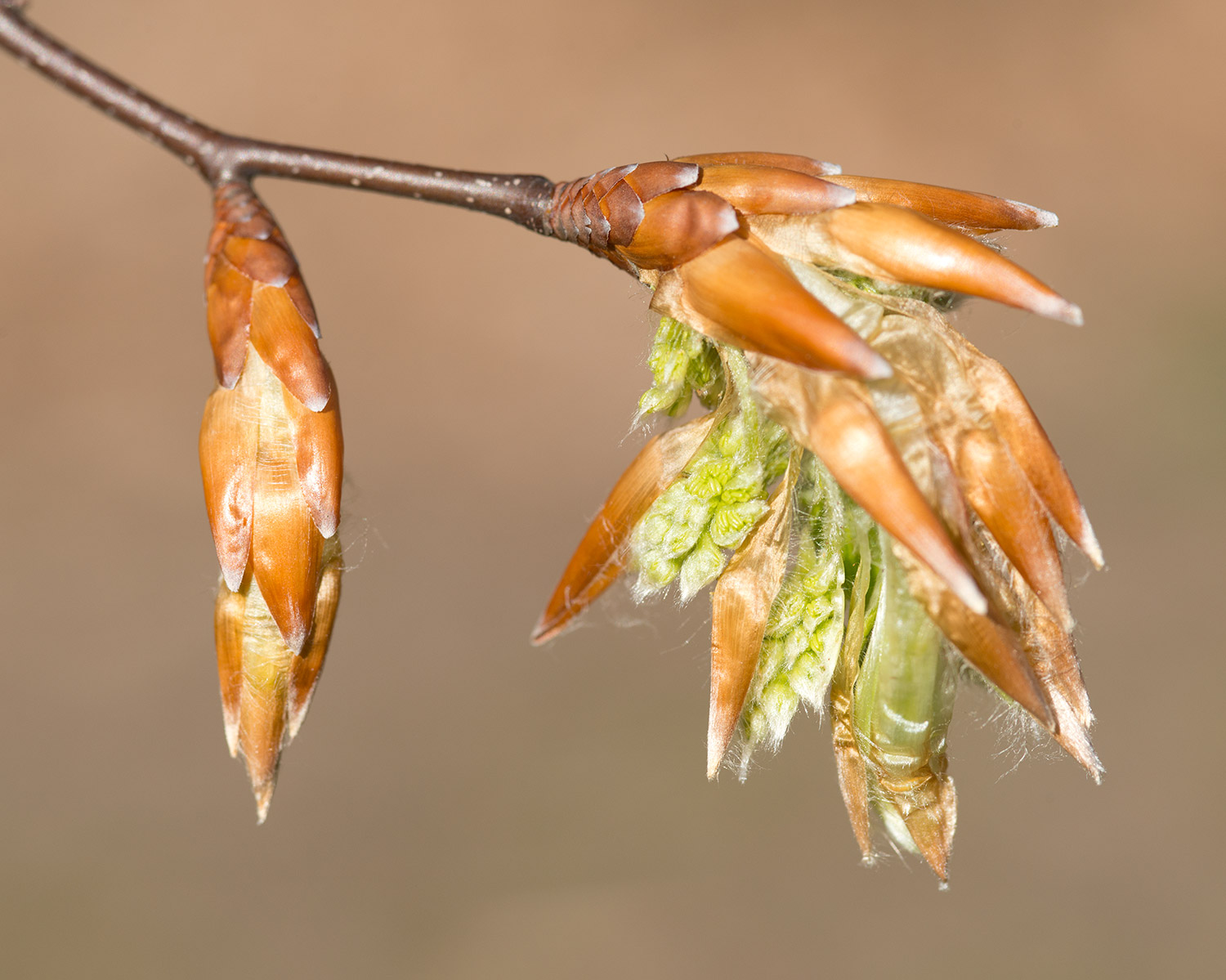
Rašící pupeny

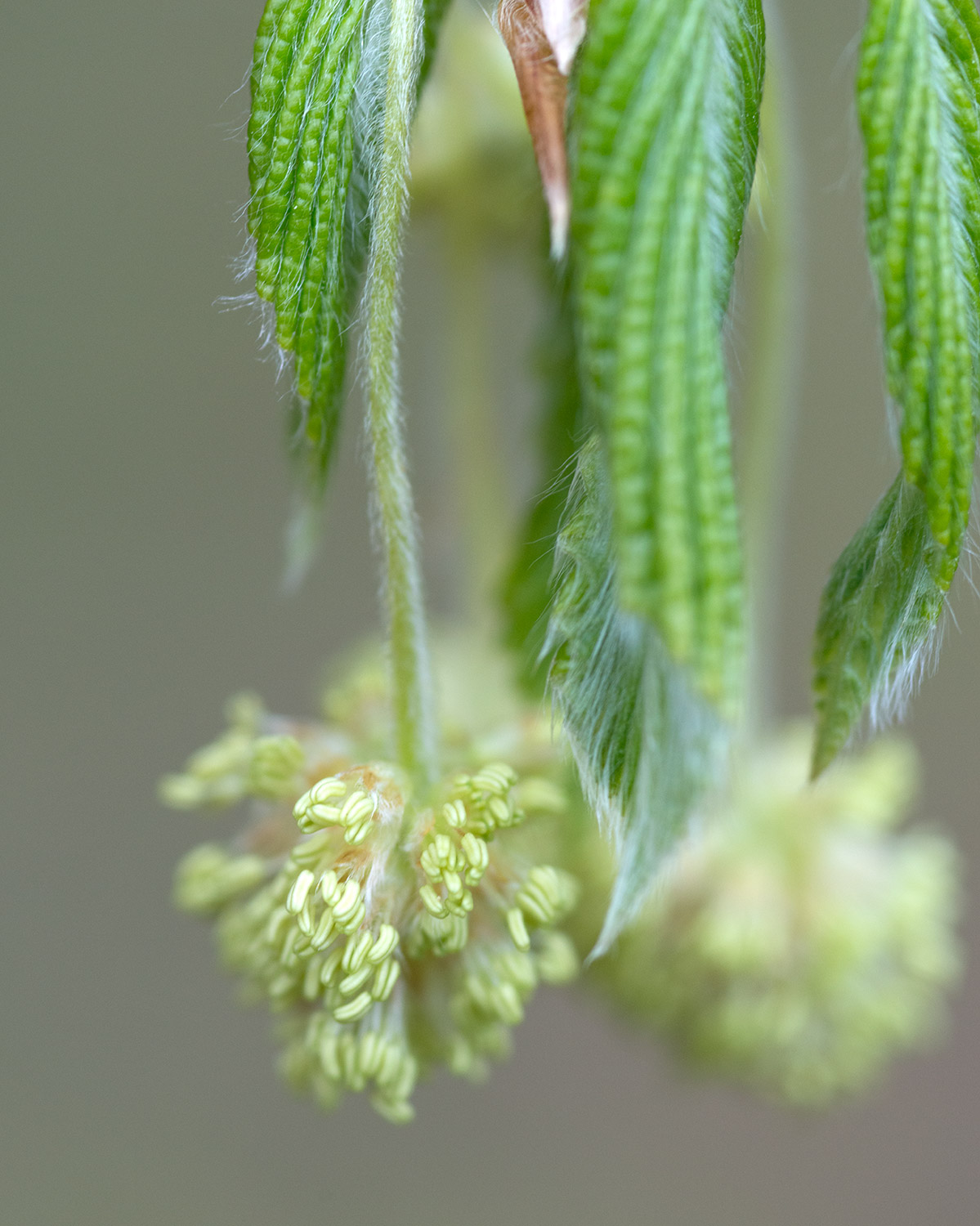
Samičí květenství

Buk velkolistý (Fagus grandifolia) je opadavý listnatý, většinou mohutný strom se světle šedou hladkou kůrou a kořenovými výběžky nad povrchem půdy. Je jediný druh rodu buk pocházející ze Severní Ameriky.

## Rozšíření
Strom se vyskytuje po celé východní, k Atlantiku přilehlé části Severní Ameriky. Od Nového Skotska, jižního Ontaria a jižního Quebeku v Kanadě přes severní Michigan, Ohio a východní Wisconsin, Michigan, Illinois, východní Missouri, severozápadní Arkansas, jihovýchodní Oklahomu a východní Texas až na východ Jižní Karolíny a sever Floridy ve Spojených státech. Směrem na jih jeho areál dále překračuje mexické hranice a pokračuje až do centrálního Mexika a jeho severovýchodních pohoří.
Roste jak v nížinných, tak hornatých lesích, nejlépe na půdách mírně vlhkých a živinami bohatých. Vyskytuje se v nižších nadmořských výškách (pod 1000 m) na severu areálu, kdežto ve vyšších (okolo 1800 m) na teplejším jihu, kde je obecně hojnější na chladnějších a vlhčích severních svazích.

## Ekologie
Tento druh snese téměř všechny druhy půd, nejlépe mu ale vyhovují stanoviště na plném slunci, dobře však poroste i v polostínu. Neporoste, nebo jen málo uspokojivě, v půdě suché písčité a těžké bažinaté, které mu obě neprospívají. Zatopení kořenů v létě na dobu dvou týdnů často vede k jeho úhynu, kdežto zimní třítýdenní záplavu strom přežívá. Vyskytuje se nejčastěji na půdách kyselých podzolových, zřídka kdy na zásaditých vápencových. Vytváří porosty jednodruhové nebo roste ve smíšených; nejčastěji ve středních nebo vyšších polohách, kde je obvykle vyšší vzdušná vlhkost. Tenká kůra a mělké kořeny jej činí zranitelným vůči ohni, zlomená větev se hojí jen pomalu a zhusta slouží jako otevřená brána pro celou řadu hnilobných hub.
Pomalu rostoucí strom, jenž je dlouhověký a může se dožít 300 až 400 let. Pokud roste v otevřeném prostoru má poměrně krátký, hrubý kmen a širokou zaoblenou korunu, kdežto v lese je kmen štíhlý a od spodu dlouze bezvětvý. V oblastech jeho výskytu se roční srážky pohybují od 560 po 1260 mm, v období vegetačního období pak od 250 do 460 mm. Kořenový systém sahá jak do hloubky, tak je veden těsně pod povrchem a často z půdy i vystupuje, prostor pod stromem bývá pustý jiných rostlin, neboť jeho plytké kořeny většinu vláhy i živin vysají. Průměrné roční teploty se pohybují od 4 do 21 °C, úspěšně přežije krátkodobou teplotu -40 °C nebo +38 °C. Vyšší, než průměrné letní teploty mohou být pro jeho růst nepříznivé, stejně jako mrazy okolo -45 °C, kdy vznikají hloubkové mrazové trhliny a strom následný rok hyne. Jeho květy jsou náchylné k poškození pozdními jarními mrazíky. Vegetační doba se pohybuje od 100 po 280 dnů, extrémně krátká je v Michiganu, kde doba jeho růstu trvá pouze 92 dnů.
Největší množství semen stromy produkují od čtyřiceti do šedesáti let věku, nadprůměrná roční produkce bývá co dva až šest roků. Nejmohutnější stromy se nacházejí v aluviálních údolních nivách v Ohiu, na dolním toku řeky Mississippi a podél západních svahů na jihu Appalačského pohoří. Jeden z nejmohutnějších jedinců buku velkolistého roste v Michiganu, jeho kmen má průměr 135 cm, výška je 49 m a průměr koruny činí 32 m. Druh je obecně klasifikován jako velmi tolerantní vůči stínu a pomalu roste i v hustém zápoji. Je to přisuzováno jeho nízké dechové frekvenci a rychle reakci průduchů, ty se otevřou, když se náhle zvětší intenzita světla a rychle se zavřou, když intenzita klesne. Počet chromozomů 2n = 24, stupeň ploidie x = 2.

## Popis
Tento jednodomý druh je středně mohutný strom, který dosahuje výšky 20 až 35 m a jeho kmen o průměru 1 až 1,3 m nese široce se rozrůstající oválnou až vejčitou korunu. Větve vyšších řádů jsou v koruně mírně převislé. Kůra je šedá, později tmavě šedá, hladká a pevná s občasnými tmavými skvrnami. Jarní pupeny jsou jemně chlupaté, šedě zbarvené, dlouhé 15 až 20 mm, na konci dlouze zašpičatělé a kryté střechovitě uspořádanými lesklými šupinami. Mladé výhonky jsou při rašení šedě zbarvené a měkce chlupaté, později olysávají. Kořenový systém má sice až 1,5 m dlouhý kůlovitýkořen, ale zbytek koření poměrně mělce a vytváří hustou kořenovou rohož jemných kořínků.
Listy vyrůstající střídavé jsou dvouřadé, jednoduché a mají řapík dlouhý od 4 do 12 mm, jejich palisty brzy opadávají. Čepel listu je tenká, bývá vejčitá až úzce elipčitá, vzácně obvejčitá, dlouhá 60 až 120 mm a široká 25 až 75 mm. Bázi má klínovitou, vrchol zašpičatělý a po obvodě je oddáleně hrubě pilovitá. Na svrchní straně je čepel tmavě zelená až modrozelená, na spodní světle zelená a roztroušeně hedvábitě chlupatá. Zpeřená žilnatina má devět až patnáct párů nevětvených postranních žilek a každá z nich končí ostrým nebo nejasným zubem. Na podzim se listy před opadem zbarvují žlutooranžově či oranžově.
Květy jsou nenápadné, jednopohlavné a jsou sestavené do nevelkých svěšených květenství, jež vyrůstají v paždí listů na jednoletých ratolestech. Objevují se koncem dubna či začátkem května, když jsou listy asi z jedné třetiny vzrostlé. Samčí květy jsou ve svazečcích visících na dlouhé stopce, mají srostlé kališní lístky a obsahují šest až šestnáct tyčinek s pylem. Samičí květy tvoří malá květenství se dvěma až čtyřmi květy, které jsou podepřené čtyřčetnou číškou a obklopené listeny, kališní lístky mají volné. Gyneceum samičího květu je tvořeno třemi plodolisty, semeník má tři pouzdra a v každém je po dvou vajíčkách, tři volné čnělky nesou blizny. Květy jsou opylovány větrem.
Plod je krátce stopkatá, dřevnatá, ostnitá, hnědá až červenavě hnědá číška velká 15 až 20 mm, která je zevně porostlá šídlovitými, řídce rozptýlenými, rovnými či zahnutými přívěsky. Číška se ve zralosti rozevírá čtyřmi chlopněmi a vypouští dvě (někdy jednu až tři) vejčitě trojúhlé nažky. Tato poživatelná semena, nazývaná bukvice, bývají dlouhá 15 až 20 mm, široká 10 až 18 mm a jedno váží asi 3,5 gramů.

## Rozmnožování
Buk velkolistý se rozmnožuje semeny, která jsou relativně těžká, většina jich spadne přímo pod rodičovské stromy, nebo se jich pár může skutálet ze svahu. Semena určená pro výsadbu se přes zimu uchovávají v chladu a před skorým jarním výsevem se na několik dnů máčí ve vlažné vodě. Ukončení dormance semen je ovlivněno stoupající jarní teplotou. Druh lze brzy z jara také množit ve skleníku roubováním na mladé, mírně narašené podnože buku lesního, nebo po konci mrazivého počasí přímo na stanovišti.
Semenáče se přirozeně lépe vyvíjejí pod řídkým zápojem či pod otvorem v hustém baldachýnu než na větších otevřených plochách, kde půda často okolo krátkých kořínku vysychá a mladá rostlinka s příchodem léta usychá. Sazenice se běžně nacházejí ve velkém množství i pod hustým stromovým porostem, ale za trvalého stínu je jejich růst pomalý a z nedostatku světla brzy končívá nezdarem.

## Použití
V  Evropě se buk velkolistý často vysazuje pro krajinné úpravy jako solitéra nebo do samostatných i smíšených skupin, vždy je nutno výsadbu promýšlet s ohledem na budoucí velikost stromů. Byly vyšlechtěné i nápadné kultivary vyznačující se výrazným zabarvením listů nebo nezvykle utvářenou korunou.
Dřevo stromů je velmi tvrdé a pevné, je odolné vůči praskání, ve vlhku však není příliš trvanlivé. Jeho měrná hmotnost při 12 % vlhkosti je 0,73 kg/dm³ a při vysušení 0,56 kg/dm³. Často se používá pro výrobu nábytku a násad k různým nástrojům, dobře se soustruží a ohýbá v páře. Při hoření má vysokou výhřevnost a často se používá na palivové dříví nebo k výrobě dřevěného uhlí. Dřevo se používá na hrubé řezivo a trámy, vyrábí se z něj podlahy, železniční pražce i překližka. Líbivé načervenalé zbarvení dřeva a jeho pevnost je také příčinou jeho obliby při výrobě nábytku a jeho malá vůně je devízou při výrobě nádob na skladování potravin, včetně sudů. Vysokoteplotním zpracováním bukového dřeva se získává kreosot, látka používána jako laxativum i prostředek proti kašli, v minulosti sloužívala také na konzervaci dřeva proti hnilobě. Výtažky z kůry a listů se používají pro výrobu barev na textil.
Semena, bukvice, mají vysoký obsah oleje a jsou cenným zdrojem výživy mnoha druhů volně žijících živočichů. Dost savců i ptáku používá dutiny v kmenech zralých stromů jako místa k úkrytu i rozmnožování. Listy nebo kůra stromů lesním býložravcům nechutnají a bývají za velkého hladu spásány až mezi posledními.
Podle hodnocení Mezinárodního svazu ochrany přírody (IUCN) je buk velkolisty, vzhledem k rozsahu výskytu překračující prahové hodnoty ohrožení, považován za málo dotčený druh.